# Ципора Рубін-Розенбаум
Ципора Рубін-Розенбаум (нар. 1946) — ізраїльська спортсменка, багаторазова паралімпійська чемпіонка, чемпіонка та рекордсменка світу, що сім разів представляла Ізраїль на літніх Паралімпійських іграх та виграла 31 паралімпійську медаль у змаганнях з легкої атлетики, плавання, настільного тенісу та баскетболу на візках.

## Паралімпійські виступи
Ципора Рубін-Розенбаум загалом вісім разів брала участь у Паралімпійських іграх (1964—1992) і є найбільш титулованою спортсменкою з Ізраїлю в інвалідному спорті з 31 паралімпійською медаллю в чотирьох різних видах спорту, з яких 15 золотих, 9 срібних і 7 бронзових (23 медалі в легкій атлетиці, 5 медалей в баскетболі, 2 медалі в плаванні та бронзова медаль у настільному тенісі), серед призерів Паралімпійських ігро вона займає четверте місце у світі за весь час за загальним набором медалей і 13-те місце за весь час за кількістю.
Її перша поява відбулася на Літніх Паралімпійських іграх 1964 року, других Паралімпійських іграх, що проходили в Токіо, Японія. На Паралімпійських іграх у Токіо (1964) вона була серед перших п'яти ізраїльтян, які виграли золоту паралімпійську медаль
Ципора змагалася в п'яти видах програми та виграла медаль у кожному; три змагання з легкої атлетики; парні змагання серед жінок у настільному тенісі разом із партнеркою по грі Мішані; і 50 метр плавання вільним стилем. Вона здобула золото у штовханні ядра у класі D, встановивши новий світовий рекорд 5,16 метрів. Вона також виграла бронзові медалі у метанні списа, диска та настільного тенісу та срібло у своєму плаванні, поступившись співвітчизниці Мішані.
На літніх Паралімпійських іграх 1968 року в Тель-Авіві Рубін-Розенбаум здобула ще 7 медалей, з них 4 золоті — у п'ятиборстві (3435 очок) та у метальному триборстві, а також в метанні списа (27,44 м) та у штовханні ядра вдруге поспіль з новим світовим рекордом 6,97 м і, здобула срібло в метанні диска (16,22 м, на 2 см менше Ірана Монако з Італії) та у змішаній естафеті 3 х 50 метрів (з Малкою Хелфон і Орою Гольдштейн); крім того, вона фінішувала на п'ятому місці в бігу на 60 метрів на візках (18,3 секунди), на восьмому місці в слаломі (1:22,1 хвилини) і стала четвертою на дистанції 50 метрів вільним стилем з результатом 49,2 секунд
На Іграх 1972 року, що проходили в Гайдельберзі, Західна Німеччина, вона виграла золоту медаль у метанні списа вдруге поспіль з новим світовим рекордом 18,5 метрів, а також здобула срібну медаль у штовханні ядра (6,81 метра)... Крім того, вона посіла четверте місце в метанні диска (18,00 метрів), четверте місце в слаломі (69,6 секунди), п'яте місце в естафеті 4х40 метрів на візку за 51,8 секунди і дев'яте місце в 60 секундах. метр на інвалідних візках (19,9 секунди). Вона була партнером жіночої команди з баскетболу на візках, яка виграла бронзову медаль.
На Іграх в Торонто Рубін-Розенбаум знову захистила свій титул у метанні списа, а також виграла золоті медалі в п'ятиборстві і метанні диска, крім того взявши срібло у штовханні ядра.
1980 року на Паралімпійських іграх в Арнемі (1980) завоювала ще 2 медалі, вчетверте поспіль золото в метанні списа (18,24 м), а також взявши бронзу в штовханні ядра (7,08 м). Крім того, вона фінішувала на п'ятому місці в метанні диска (16,84 метра). Вона також була учасницею жіночої команди з баскетболу на візках, яка виграла срібну медаль.
На літніх Паралімпійських іграх 1984 року у Нью-Йорку та Сток-Мандевіллі вона знову здобула 2 золоті та 2 срібні медалі в спортивних змаганнях, вигравши золоті медалі в метанні диска (19,38 м) і списа (15,76 м; вп'яте поспіль) та срібні медалі у складі жіночої баскетбольної збірної Ізраїлю, а також у штовханні ядра (6,75 метра) та п'ятиборстві.
У 1988 році в Сеулі вона виграла ще 3 медалі, вчергове здобувши золоту медаль у метанні списа, вп'яте з новим особистим рекордом 18,94 метра, та дві бронзові медалі у штовханні ядра (6,60 метра) і в п'ятиборстві (2822,40 бали), випередивши іншу представницю Ізраїлю Геулу Сірі (2390,20 бали). Крім того, вона фінішувала на п'ятому місці в метанні диска (16,66).
Її останні Паралімпійські ігри відбулися в 1992 році в Барселоні, де у віці 46 років вона посіла восьме місце у метанні списа THS2 і(18,24 метра) і 13-е місце в штовханні ядра (6,25)
Протягом багатьох років вона була членом національної жіночої збірної з баскетболу на візках і змагалася з баскетболу на візках на Паралімпійських іграх з 1968 по 1988 рік, вигравши 2 золоті медалі, 2 срібні медалі та 1 бронзову медаль.

## Сімейний стан
Під час занять у спортивному центрі вона познайомилася з іншим параспортсменом Ар’є Рубіним, вони одружилися і народили трьох дітей. Після багатьох років шлюбу вони розлучилися.